# Nanobagrus
Nanobagrus — рід риб родини Bagridae ряду сомоподібних. Має 7 видів. Інша назва «малий косатковий сом».

## Опис
Загальна довжина представників цього роду коливається від 2.5 до 3,5 см. Голова коротка, округла. Очі маленькі. Є 3 пари доволі довгих вусів. Тулуб подовжений. Усі плавці з розділеними променями. Спинний плавець помірно широкий. Жировий плавець помірний. Анальний плавець доволі довгий. Хвостовий плавець витягнутий, розділений.
Забарвлення жовтувате, кремове, чорне та коричневе з поперечними контрастними смугами або блідими плямами.

## Спосіб життя
Біологія погано вивчена. Є демерсальними рибами. Воліють до прісних водойм. Активні переважно у присмерку та вночі. Живляться дрібними водними безхребетними, детритом.

## Розповсюдження
Мешкають у водоймах Індонезії та Малайзії.

## Види
- Nanobagrus armatus
- Nanobagrus fuscus
- Nanobagrus immaculatus
- Nanobagrus lemniscatus
- Nanobagrus nebulosus
- Nanobagrus stellatus
- Nanobagrus torquatus